# 소카베 케이이치
소카베 케이이치（曽我部 恵一、1971년 8월 26일 - ）은、일본의 싱어송라이터이다.
서니데이 서비스、소카베 케이이치 밴드의 보컬、기타 로서도 활동했으며 독립 음악 레이블「ROSE RECORDS」를 운영하고 있다.

## 개요
소카베 케이이치는 90년대 후반부터 현재까지 도쿄 시모키타자와를 중심으로 활동해 오고 있는 뮤지션으로, 싱어송라이터이자 서니데이 서비스, 소카베 케이이치 BAND의 멤버이며, 자체 레이블 ROSE RECOEDS의 오너이기도 하다. 뮤지션으로서의 데뷔는 밴드 서니데이 서비스로서인데, 프론트맨이자 모든 곡의 곡자이며 활동 운영을 스스로 해나가는 입장이기 때문에 서니데이의 역사 자체가 소카베 케이이치의 역사이기도 하다.
가가와현사카이데시출신으로.1992년、릿쿄 대학 법학부 재학 중 서니데이 서비스 결성.1993년, UNDER FLOWER RECORDS에서 데뷔. 싱글와 앨범을 각 1장 씩 발매했다.
1994년, MIDI로 이적. 『밤하늘의 드라이브ep』(星空のドライヴep)로 메이저 데뷔. 1995년, 멤버 교체 후 1st 앨범『와카모노타치』(젊은이들/若者たち) 발매 이후 7장의 앨범을 발표. 2000년 서니데이 서비스해산 후 결혼. 해산 후 1년 간은 잡지 투고 및 DJ활동을 이어나갔다.
2001년, 소속사무소 「MUGEN」을 세운 후, 12월에 레디메이드을 통해 「기타」로 솔로 데뷔, 이듬 해 Universal Music Japan으로 이적하여 2장의 솔로 앨범을 발표하게 된다. 당시 솔로 앨범들의 성적은 오리콘 차트 30위권에서 50위권 정도였다.
2003년、더블 오 테레사를 백밴드 삼아 라이브 활동을 개시. 동시에 자신의 레이블 「STUDIO ROSE」를 만들어 인디 발매의 형태로 그가 좋아하는 뮤지션인 tomohiro with music tape recorders와「RAYMOND TEAM」을 발매한다. 이 두 장의 발매가 추후 ROSE RECORDS의 출발점이 된다.
2004년, 유니버설 재팬과의 계약종료를 계기로, 시모키타자와를 거점으로 레이블 「ROSE RECORDS」를 발족. 이후 솔로 및 밴드, 서니데이서비스, 매니지먼트는 모두 ROSE에서 진행하게 된다.
2005년、드러머 오타 코지, 더블 오 테레사에서 오츠카 켄이치로와 우에노 토모후미를 맞이하여 소카베 케이이치 BAND(曽我部恵一BAND)를 결성. 결성 당시에는 소카베의 백밴드적인 느낌이 강했으나, 라이브 횟수가 증가하고 소카베의 앨범 레코딩에 참여하게 되어, 12월에는 소카베 케이이치 밴드로서 라이브 앨범을 발표하게 된다. 2006년, 시모키타자와에 레코드숍&바 「city country city」를 오픈한다. 또한 더블 오 테레사 해산에 의해 소카베 케이이치 밴드의 활동도 가속도가 붙게 되어, 2007년에는 RISING SUN FESTIVAL의 헤드라이너를 장식하게 된다.
2008년、소카베 케이이치 BAND 결성 3년 째, 첫 오리지날 앨범 키라키라!」(반짝반짝/(キラキラ!))를 발매하여 오리콘 차트에 입성하였다. 같은 해 여름에는 서니데이 서비스를 재결성, RISING SUG FESTIVAL에서 재결성 라이브가 이루어졌다.
이후 서니데이 서비스의 신보 레코딩이 시작되면서 소카베 케이이치 BAND의 활동이 뜸해지게 되는데, 이에 대한 소카베의 입장은 “굳이 일부러 하지 않는 것은 아니지만 자신이 창작하는 작업들은 서니데이로 통합되고 있다”고 밝혔다. 실제로 소카베 케이이치 BAND는 2016년 나츠노 마모노 페스티벌에서 헤드라이너로 등장하는 등 간헐적으로 공연하고 있다.
소카베 케이이치의 솔로 활동의 경우, 전작 마부시이 이후 4년 만의 솔로 앨범 헤븐이 2018.12.07에 발매될 예정이다.

## 주요 앨범
소카베 케이이치 솔로
- 2002년9월25일/2013년9월4일 소카베케이이치 (曽我部恵一)
- 2003年6년25일/2013년09월04일 슌칸토 에이엔 (순간과 영원/瞬間と永遠)
- 2004年6월1일 shimokitazawa concert (Live)
- 2004年10월8일 STRAWBERRY[5]
- 2004年10월 아오이 쿠루마(푸른 차/青い車) OST[6]
- 2005년 3월 white album[7]
- 2005년7월25일 [[Love Letter] (라브레타-/ラブレター)
- 2005년7월25일 LIVE AT PRAHA!
- 2006년10월22일/2013년11월01일 도쿄 콘서트(東京コンサート)[8]
- 2006년12월22일,2007년02월16일, LOVE CITY
- 2007년8월2일 blue[9]
- 2010년3월10일 Remix Collection 2003-2009
- 2010년4월21일 LIVE LOVE
- 2010년8월26일 케이 쨩 (けいちゃん)
- 2011년4월21일 PINK
- 2011년6월27일 SPRING FEVER - live at SENDAI 2011.5.13
- 2011년10월10일 Hometown Concert (ホームタウンコンサート)
- 2013년3월6일 NIGHT CONCERT
- 2013년6월26일 소카베 케이이치 BEST 2001-2013 (曽我部恵一 BEST 2001-2013)
- 2013년11월1일 쵸에츠테키 망가/ (초월적만화/超越的漫画)
- 2014년3월5일 마부시이 (눈부시다/まぶしい)
- 2018년12월7일	헤븐 (천국/ヘブン)
- 2018년12월 14일 There is no place like tokyo!

소카베 케이이치 BAND曽我部恵一BAND
- 2005년12월14일 LIVE
- 2008년04월15일 키라키라! (반짝반짝/キラキラ!)
- 2008년8월5일 토키메키LIVE! (두근거림LIVE! /トキメキLIVE!)
- 2008年8月5日	소카반의 비상식회화술[10]
- 2009년2월6일 토모다찌가 카엣타 아토데 (친구가 돌아간 후/友達が帰った後で)
- 2009년6월9일 HAPPINESS! (하피네스/ハピネス!)
- 2009년6월19일 소카반노 민나노 록쿠!(소카반의 모두의 록/ソカバンのみんなのロック!)
- 2009년7월29일 비레반노 소카반 (ビレバンのソカバン)
- 2012년4월4일 소카베 케이이치 BAND (曽我部恵一BAND)
- 2012년12월21일 TOKYO CALLING (토쿄 코링구/トーキョー・コーリング)

## 내한공연
- 2007년12월14,15일 공중캠프 presents “스바라시끄떼 나이스쵸이스 vol.2 - 소카베 케이이치”[11]
- 2012년3월23,24일 공중캠프 presents “스바라시끄떼 나이스쵸이스 vol.11 - 소카베 케이이치/Sunny Day Service”[12]
- 2015년7월10,11일 공중캠프 presents “스바라시끄떼 나이스쵸이스 vol.16 - Sunny Day Service Asia tour Live in Seoul”[13]
- 2018년7월21일,22일 공중캠프 presents “스바라시끄떼 나이스쵸이스 vol.24 - Sunny Day Service”[14]
- 2019년10월19일, Love City Seoul & Tokyo with 에몬, at Veloso Hongdae[15]

## 에피소드
- 소카베 케이이치의 주된 활동지는 세타가야쿠 시모키타자와, 자신의 레이블 ROSE RECORDS 및 자택 또한 시모키타자와 근방에 있다. 때문에 시모키타 신에서는 “시모키타자와의 으뜸’’이라는 뜻인 시모키타자와노 고 (下北沢のゴウ－豪－)라는 별명을 지니고 있다.

- 소카베의 창작 및 발매 속도의 경이로움에 놀란 모 뮤지션이 본인에게 어떻게 그렇게 빨리 낼 수 있냐고 물어보니, “다른 사람들이 느린 것 아니냐”라는 태연한 답변이 돌아왔다고.

- 소카베의 출신지는 카가와 현으로 우동이 매우 유명한 현인데, 실제로 그는 우동을 씹지 않고 매우 빠른 속도로 마실 수 있다. 서니데이 서비스의 쿄우오 이키요우(오늘을 살자/今日を生きよう)의 MV 배경이 가가와현 사카이데시 근방의 우동집들이다.

- 소카베 케이이치는 유명한 강철 체력. 소카베 케이이치 BAND 시절에는 이틀에서 삼일 정도 잠을 자지 않고 작업하다가 딱 한 시간 정도 숙면을 취하고 다시 레코딩을 진행하는 템포로 다른 멤버들이 힘들어 했다고. 이 와중에도 삼남매의 도시락을 손수 싸서 학교에 보내는 아빠이기도 하다. 내한공연 때도 당일 입국하여 첫날 공연, 뒷풀이 후 이튿날 공연 리허설 전 오전에는 레코드 디깅, 공연 후 바로 다음날 귀국하는 등 타이트한 일정을 소화해왔다.

## ROSE RECORDS
소카베 케이이치가 운영하는 인디 레이블.
현 소속 아티스트
- Lantern Parade(란탄 파레도/ランタンパレード) (2004년〜)
- '소카베 케이이치 (2004년〜)
  - 소카베 케이이치 BAND (2005년〜2013년. 2016년 10월, 2018년 2월 1회 씩 공연[16]
  - KEIICHI SOKABE & KENTARO IWAKI (2006년)
  - 소카베 케이이치 랑데부 밴드 (2007년)
  - 서니데이 서비스 (재결성 후 2010년〜)
- 시마즈타 시로 (島津田四郎) (2006년〜)
- CAMISAMA (2009년〜)2015년に「카미사마」(神さま)에서 영문으로 개명.
- 오자키 토모나오 (尾崎友直)(2011년〜)
- haikarahakuti (2012년〜)
- Lee&Small Mountains (2015년〜)
- MGF (2016년〜)
- THE BEACHES (2016년〜)
- The Fascism (2017년〜)
- 사사구치 소온 하모니카(笹口騒音ハーモニカ) (2017년〜)

과거 소속 아티스트
- tomohiro with music tape recorders (2003년)
- RAYMOND TEAM (2003年〜2005年)2006년 활동휴지.
- 엘레키코믹크 (エレキコミック) (2004년〜2005년)
- 우에마 츠네히로 (上間常弘) (2004년)
- The Suzan (2004년〜2007년)
- 더 텔레파시즈 (ザ・テレパシーズ)(2005년〜2006년)2012년 해산.
- Animations (2005年〜2014年)키묘 레이타로(奇妙礼太郎)가 이끄는 밴드.
- 후유노 오도리코 (冬の踊り子) (2006년〜2008년)
- 나카무라 죠 (中村ジョー) (2006년〜2012년)
  - 나카무라 죠&中이스트우즈 (村ジョー&イーストウッズ) (2015년)
- HOTEL NEW TOKYO (ホテルニュートーキョー)(2006년〜2013년)
- The COMMONS (2007년〜2012년)
- Cheekbone (2008년)
- 타카하시 요헤이 (タカハシヨウヘイ) (2008년〜2012년)
- 토요타 미치노리 (豊田道倫) (2009년)
- WATUSI ZOMBIE (2009년〜2011년) UK프로젝트로 이적.
- BSKI & YOGURT (2009년)
- aCae (2009년〜2011년)
- 라이브보루 (ライスボウル) (2010년)
- ostooandell (2010년)
- MOROHA (2010년〜2015년) 2016년 자체 레이블YAVAY YAYVA RECORDS를 설립하여 이적.
- 믹크 스낫츠 하우스(ミックスナッツハウス) (2010년)
- 오토기 바나시 (おとぎ話])(2010년〜2011년) UK프로젝트로 이적.
- Aloha (2011년)
- T.V. not january (2011년)
- 톤치 피크루스 ([とんちピクルス) (2012년)
- HIROYUKI NAGAKUBO (2012년)
- VIDEOTAPEMUSIC (2013년〜2014년)카쿠바리즈무 (カクバリズム])로 이적.
- bonstar (2013년)
- DESTROSE (2013년〜2014년) 2015년 9월 활동 휴지.
- 모리와키 히토미 (森脇ひとみ) (2013년)
- yukaD (2013년)
- 치무니 (チムニィ) (2013년)
- 세키 요시히코 (関美彦) (2013년)
- Hi,how are you? (2013년〜2015년)
- 도코 (東行) (2014년)
- 세카이노 키타노 (世界のきたの) (2014년)
- 샤이칸티 (シャイガンティ) (2015년)